# Gaël Monfils
Gaël Sébastien Monfils (* 1. září 1986 Paříž) je francouzský profesionální tenista. Ve své dosavadní kariéře na okruhu ATP Tour vyhrál třináct singlových turnajů včetně Rotterdam Open 2019 a 2020. V sérii Masters prohrál finále na Paris Masters 2009 i 2010 a na Monte-Carlo Masters 2016. Na challengerech ATP a okruhu ITF získal jedenáct titulů ve dvouhře.
Na žebříčku ATP byl nejvýše ve dvouhře klasifikován v listopadu 2016 na 6. místě a ve čtyřhře v srpnu téhož roku na 155. místě. V roce 2023 jej začal trénovat Mikael Tillström.
Ve francouzském daviscupovém týmu debutoval jako 23letý v roce 2009 barážovým utkáním o světovou skupinu proti Nizozemsku, když nastoupil do prvního zápasu proti Thiemo de Bakkerovi, se kterým prohrál ve čtyřech setech. Francie přesto v sérii zvítězila 4:1 na zápasy. V roce 2010 hrál ve finále se Srbskem a v roce 2014 se Švýcarskem. Oba zápasy Francie prohrála. Do roku 2025 v soutěži nastoupil ke čtrnácti mezistátním utkáním s bilancí 12–3 ve dvouhře a 0–0 ve čtyřhře.
Francii reprezentoval na Letních olympijských hrách 2008, 2016, 2020 a 2024. Čtvrtfinále dvouhry si zahrál v Pekingu 2008 a Riu de Janeiru 2016. Maximem ve čtyřhře se stala druhá kola v Tokiu 2020 s Jérémym Chardym a Paříži 2024 po boku Édouarda Rogera-Vasselina. V roce 2008 jej sportovní deník L'Équipe zařadil mezi nové čtyři mušketýry francouzského tenisu, spolu s Gillesem Simonem, Richardem Gasquetem a Jo-Wilfriedem Tsongou.

## Tenisová kariéra
Juniorskou kariéru zakončil se zápasovou bilancí 83–22. V roce 2004 vyhrál tři ze čtyř juniorských grandslamů – Australian Open, French Open a Wimbledon. Na juniorském kombinovaném žebříčku ITF figuroval nejvýše v únoru 2004 na 1. místě a v závěru sezóny jej Mezinárodní tenisová federace vyhlásila juniorským mistrem světa. V sezóně 2005 se na okruhu ATP Tour stal nováčkem roku.

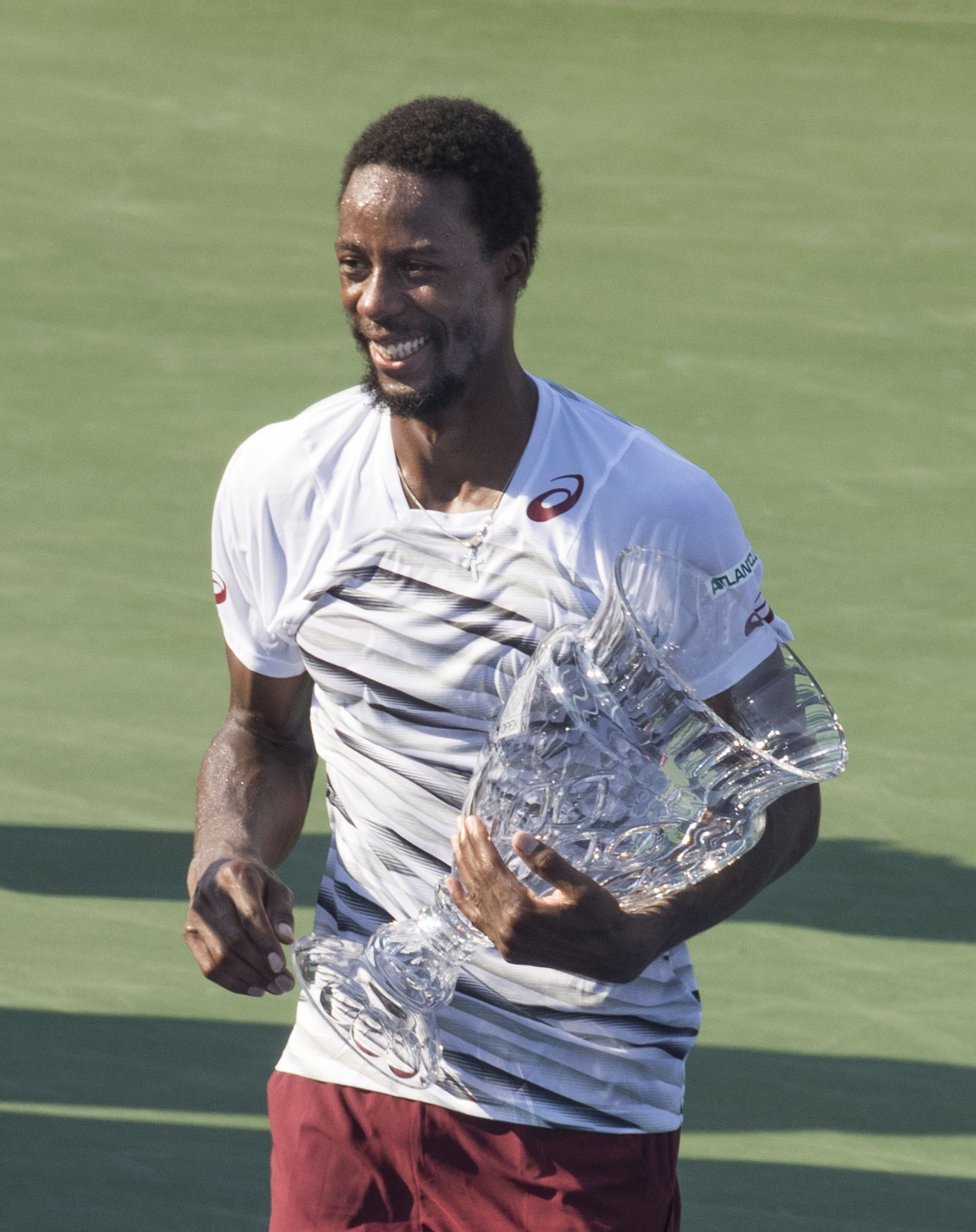
S trofejí pro vítěze Citi Open 2016

Na grandslamu se nejdále probojoval do semifinále French Open 2008 a US Open 2016. V obou zápasech jej vyřadily světové jedničky, Roger Federer na pařížské antuce a Novak Djoković na newyorském betonu. V každé sezóně ATP mezi lety 2005–2023 si zahrál finále dvouhry, čímž minimální hranice 19 navazujících sezón dosáhl jako čtvrtý v otevřené éře po Connorsovi, Federerovi a Nadalovi. Jedinkrát se kvalifikoval na závěrečný Turnaj mistrů, londýnský ATP World Tour Finals 2016. Po prohrách s Thiemem a Raonicem z turnaje odstoupil pro zraněné žebro. Ve druhém kole Brisbane International 2025 prohrál s Djokovićem podvacáté řadě. Srb tak od jejich prvního utkání na US Open 2005 vytvořil nejdominantnější sérii okruhu ATP, v poměru 20–0.
Třináctý kariérní titul ATP vyhrál na lednovém ASB Classic 2025 v Aucklandu, dvacet let od první trofeje ve Varšavě. Ve finále porazil Belgičana Zizoua Bergse. Ve 38 letech a 2 měsících se stal nejstarším vítězem singlového turnaje od založení okruhu ATP Tour v roce 1990, když byl o téměř dva měsíce starší než Federer při ovládnutí Swiss Indoors 2019. Rovněž představoval třetího nejstaršího vítěze profesionálního turnaje v otevřené éře, po 44letém Panchu Gonzalesovi v Kingstonu 1972 a 43letém Rosewallovi v Hongkongu 1977. V pozici 52. tenisty žebříčku ATP byl klasifikován jako nejstarší člen první světové stovky od vzniku túry ATP.

## Soukromý život
Během Australian Open 2019 oznámili s ukrajinskou tenistkou Elinou Svitolinovou partnerský vztah. Po dvou letech nejdříve deklarovali rozchod. O šest týdnů později, v dubnu 2021, se ovšem zasnoubili. Během července téhož roku se ve Švýcarsku uskutečnil sňatek. Dcera Skaï Monfilsová se do manželství narodila v říjnu 2022.

## Trenérské vedení
- Thierry Champion (2004–2006)
- Tarik Benhabiles (2007–2008)
- Roger Rasheed (2008–2011)
- Patrick Chamagne (2011–2013)
- Jan de Witt (2015)[18]
- Liam Smith (2019–2020)
- Richard Ruckelshausen (2021–2023)
- Günter Bresnik (2021–2023)
- Peter Lucassen (2023)
- Mikael Tillström (2016–2018, od 2023)

## Finále na okruhu ATP Tour

### Dvouhra: 35 (13–22)
| Legenda                                            |
| -------------------------------------------------- |
| Grand Slam (0)                                     |
| Turnaj mistrů (0)                                  |
| ATP Masters Series / ATP Tour Masters 1000 (0–3)   |
| ATP International Series Gold / ATP Tour 500 (3–5) |
| ATP International Series / ATP Tour 250 (10–14)    |

| Tituly podle povrchu |
| -------------------- |
| tvrdý (12–15)        |
| antuka (1–5)         |
| tráva (0–1)          |
| koberec (0–1)        |

| Tituly podle prostředí |
| ---------------------- |
| venku (5–12)           |
| hala (8–10)            |

| Stav      | č.  | datum              | turnaj                          | kategorie          | povrch      | soupeř ve finále      | výsledek                |
| --------- | --- | ------------------ | ------------------------------- | ------------------ | ----------- | --------------------- | ----------------------- |
| Vítěz     | 1.  | 1. srpna 2005      | Varšava, Polsko                 | International      | antuka      | Florian Mayer         | 7–6(8–6), 4–6, 7–5      |
| Finalista | 1.  | 9. října 2005      | Méty, Francie                   | International      | tvrdý (h)   | Ivan Ljubičić         | 6–7(7–9), 0–6           |
| Finalista | 2.  | 30. října 2005     | Lyon, Francie                   | International      | koberec (h) | Andy Roddick          | 3–6, 2–6                |
| Finalista | 3.  | 8. ledna 2006      | Dauhá, Katar                    | International      | tvrdý       | Roger Federer         | 3–6, 6–7(5–7)           |
| Finalista | 4.  | 20. května 2007    | Pörtschach, Rakousko            | International      | antuka      | Juan Mónaco           | 6–73–7, 0–6             |
| Finalista | 5.  | 4. října 2008      | Vídeň, Rakousko                 | International Gold | tvrdý (h)   | Philipp Petzschner    | 4–6, 4–6                |
| Finalista | 6.  | 28. února 2009     | Acapulco, Mexiko                | ATP 500            | antuka      | Nicolás Almagro       | 4–6, 4–6                |
| Vítěz     | 2.  | 27. září 2009      | Méty, Francie                   | ATP 250            | tvrdý (h)   | Philipp Kohlschreiber | 7–6(7–1), 3–6, 6–2      |
| Finalista | 7.  | 15. listopadu 2009 | Paříž, Francie                  | Masters 1000       | tvrdý (h)   | Novak Djoković        | 2–6, 7–5, 6–7(3–7)      |
| Finalista | 8.  | 18. července 2010  | Stuttgart, Německo              | ATP 250            | antuka      | Albert Montañés       | 2–6, 2–1skreč           |
| Finalista | 9.  | 10. října 2010     | Tokio, Japonsko                 | ATP 500            | tvrdý       | Rafael Nadal          | 1–6, 5–7                |
| Vítěz     | 3.  | 31. října 2010     | Montpellier, Francie            | ATP 250            | tvrdý (h)   | Ivan Ljubičić         | 6–2, 5–7, 6–1           |
| Finalista | 10. | 14. listopadu 2010 | Paříž, Francie (2)              | Masters 1000       | tvrdý (h)   | Robin Söderling       | 1–6, 6–7(1–7)           |
| Finalista | 11. | 7. srpna 2011      | Washington, D.C., Spojené státy | ATP 500            | tvrdý       | Radek Štěpánek        | 4–6, 4–6                |
| Vítěz     | 4.  | 23. října 2011     | Stockholm, Švédsko              | ATP 250            | tvrdý (h)   | Jarkko Nieminen       | 7–5, 3–6, 6–2           |
| Finalista | 12. | 7. ledna 2012      | Dauhá, Katar (2)                | ATP 250            | tvrdý       | Jo-Wilfried Tsonga    | 5–7, 3–6                |
| Finalista | 13. | 5. února 2012      | Montpellier, Francie            | ATP 250            | tvrdý (h)   | Tomáš Berdych         | 2–6, 6–4, 3–6           |
| Finalista | 14. | 25. května 2013    | Nice, Francie                   | ATP 250            | antuka      | Albert Montañés       | 0–6, 6–7(3–7)           |
| Finalista | 15. | 24. srpna 2013     | Winston-Salem, Spojené státy    | ATP 250            | tvrdý       | Jürgen Melzer         | 3–6, 1–2skreč           |
| Finalista | 16. | 4. ledna 2014      | Dauhá, Katar (3)                | ATP 250            | tvrdý       | Rafael Nadal          | 1–6, 7–6(7–5), 2–6      |
| Vítěz     | 5.  | 9. února 2014      | Montpellier, Francie (2)        | ATP 250            | tvrdý (h)   | Richard Gasquet       | 6–4, 6–4                |
| Finalista | 17. | 22. února 2015     | Marseille, Francie              | ATP 250            | tvrdý (h)   | Gilles Simon          | 4–6, 6–1, 6–7(4–7)      |
| Finalista | 18. | 14. února 2016     | Rotterdam, Nizozemsko           | ATP 500            | tvrdý (h)   | Martin Kližan         | 7–6(7–1), 3–6, 1–6      |
| Finalista | 19. | 17. dubna 2016     | Monte Carlo, Monako             | Masters 1000       | antuka      | Rafael Nadal          | 5–7, 7–5, 0–6           |
| Vítěz     | 6.  | 24. července 2016  | Washington, D.C., Spojené státy | ATP 500            | tvrdý       | Ivo Karlović          | 5–7, 7–6(8–6), 6–4      |
| Finalista | 20. | 1. července 2017   | Eastbourne, Spojené království  | ATP 250            | tráva       | Novak Djoković        | 3–6, 4–6                |
| Vítěz     | 7.  | 6. ledna 2018      | Dauhá, Katar                    | ATP 250            | tvrdý       | Andrej Rubljov        | 6–2, 6–3                |
| Finalista | 21. | 21. října 2018     | Antverpy, Belgie                | ATP 250            | tvrdý (h)   | Kyle Edmund           | 6–3, 6–7(2–7), 6–7(4–7) |
| Vítěz     | 8.  | 17. února 2019     | Rotterdam, Nizozemsko           | ATP 500            | tvrdý (h)   | Stan Wawrinka         | 6–3, 1–6, 6–2           |
| Vítěz     | 9   | 9. února 2020      | Montpellier, Francie (3)        | ATP 250            | tvrdý (h)   | Vasek Pospisil        | 7–5, 6–3                |
| Vítěz     | 10. | 16. února 2020     | Rotterdam, Nizozemsko (2)       | ATP 500            | tvrdý (h)   | Félix Auger-Aliassime | 6–2, 6–4                |
| Finalista | 22. | 3. října 2021      | Sofia, Bulharsko                | ATP 250            | tvrdý (h)   | Jannik Sinner         | 3–6, 4–6                |
| Vítěz     | 11. | 9. ledna 2022      | Adelaide, Austrálie             | ATP 250            | tvrdý       | Karen Chačanov        | 6–4, 6–4                |
| Vítěz     | 12. | 22. října 2023     | Stockholm, Švédsko              | ATP 250            | tvrdý (h)   | Pavel Kotov           | 4–6, 7–6(8–6), 6–3      |
| Vítěz     | 13. | 11. ledna 2025     | Auckland, Nový Zéland           | ATP 250            | tvrdý       | Zizou Bergs           | 6–3, 6–4                |

## Finále na juniorském Grand Slamu

### Dvouhra juniorů: 3 (3–0)
| Stav  | rok  | turnaj          | povrch | soupeř ve finále | výsledek      |
| ----- | ---- | --------------- | ------ | ---------------- | ------------- |
| Vítěz | 2004 | Australian Open | tvrdý  | Josselin Ouanna  | 6–0, 6–3      |
| Vítěz | 2004 | French Open     | antuka | Alex Kuznetsov   | 6–2, 6–2      |
| Vítěz | 2004 | Wimbledon       | tráva  | Miles Kasiri     | 7–5, 7–6(8–6) |

## Postavení na konečném žebříčku ATP

### Dvouhra
| Rok    | 2003 | 2004   | 2005  | 2006  | 2007  | 2008  | 2009  | 2010  | 2011  | 2012  | 2013  | 2014  | 2015  | 2016 | 2017  | 2018  | 2019  | 2020  | 2021  | 2022  | 2023  | 2024  |
| Pořadí | 947. | ▲ 231. | ▲ 31. | ▼ 46. | ▲ 38. | ▲ 14. | ▲ 13. | ▲ 12. | ▼ 16. | ▼ 77. | ▲ 31. | ▲ 18. | ▼ 24. | ▲ 7. | ▼ 46. | ▲ 29. | ▲ 10. | ▼ 11. | ▼ 21. | ▼ 52. | ▼ 74. | ▲ 55. |

### Čtyřhra
| Rok    | 2003  | 2004   | 2005   | 2006   | 2007   | 2008   | 2009   | 2010   | 2011   | 2012   | 2013 | 2014 | 2015 | 2016 | 2017 | 2018   | 2019–2021 | 2022 | 2023 | 2024 |
| Pořadí | 1188. | ▲ 720. | ▲ 302. | ▼ 391. | ▲ 365. | ▼ 587. | ▲ 524. | ▲ 202. | ▼ 273. | ▼ 561. | —    | —    | 377. | —    | 313. | ▲ 273. | —         | 556. | —    | —    |